# Phaeophilacris cycloptera
Phaeophilacris cycloptera är en insektsart som beskrevs av Johann Heinrich Kaltenbach 1986. Phaeophilacris cycloptera ingår i släktet Phaeophilacris och familjen syrsor. Inga underarter finns listade i Catalogue of Life.